# Oskar Meier
Oskar Meier es un deportista suizo que compitió en vela en la clase Star. Ganó una medalla de oro en el Campeonato Europeo de Star de 1973.

## Palmarés internacional
| Campeonato Europeo | Campeonato Europeo | Campeonato Europeo | Campeonato Europeo |
| Año                | Lugar              | Medalla            | Clase              |
| ------------------ | ------------------ | ------------------ | ------------------ |
| 1973               | ND                 | Medalla de oro     | Star               |